# Gyurta Gergely
Gyurta Gergely (Budapest, 1991. szeptember 12. –) világ- és Európa-bajnoki bronzérmes magyar úszó. Testvére Gyurta Dániel olimpiai bajnok úszó.

## Sportpályafutása
2008-ban az ifjúsági Európa-bajnokságon 400 m vegyesen 4., 1500 m gyorson 7. helyen ért célba. A rövid pályás Európa-bajnokságon 200 méter vegyesen 31., 400 m vegyesen 17. volt. A következő évben 1500 méter gyorson ifjúsági Európa-bajnok lett, 400 m vegyesen ezüstérmet szerzett. Az úszó-világbajnokságon a nyílt vízi 5 km-es versenyben 31. volt. A rövid pályás Eb-n 200 m vegyesen 16., 1500 m gyorson 11. lett.
2010-ben az Európa-bajnokságon 1500 méter gyorson 7., 800 m gyorson 8., 400 m vegyesen 11.-ként végzett. A rövid pályás vb-n 400 m gyorson 15. volt. 1500 méteres gyorsúszásban bronzérmet szerzett.
A 2011-es úszó-világbajnokságon 800 m gyorson 25., 1500 m gyorson 20. helyen végzett. A rövid pályás Eb-n 400 m gyorson 11., 1500 m gyorson 9. volt. A 2012-es úszó-Európa-bajnokságon 1500 m gyorson bronzérmes, 800 m gyorson 11. lett. 1500 méteren teljesítette az olimpiai indulást biztosító szintidőt is. Az ötkarikás játékokon ezen a távon 12. helyen végzett. Szeptemberben a nyílt vízi úszó-Európa-bajnokságon 10 km-en 20. helyezett volt. 2012 novemberében nem hosszabbította meg lejárt szerződését A Jövő SC-vel és az Újpesti TE-hez igazolt. A 2012-es rövid pályás úszó-Európa-bajnokságon 400 m gyorson 23., 1500 n gyorson 11. lett.
2013 januárjában megnyerte az 5 km-es, júniusában a 10 km-es országos bajnokságot. A világbajnokságon 10 km-en 18., 25 km-en 13. volt. 1500 méteres gyorson 12. lett. A 2013-as rövid pályás úszó-Európa-bajnokságon 1500 méter gyorson aranyérmet szerzett. 400 méter gyorson 26. lett. A 2014-es úszó-Európa-bajnokságon 800 és 1500 méter gyorson hatodik, 400 m vegyesen kilencedik lett. A 2014-es rövid pályás úszó-világbajnokságon 400 m gyorson 28., 1500 m gyorson 11. helyen ért célba.
A 2015-ös úszó-világbajnokságon 10 km-es nyílt vízi úszásban 13, csapatban (Risztov Éva, Székelyi Dániel) 7. lett. 800 m gyorson 23., 1500 m gyorson 20. lett. 2015 szeptemberében bejelentette, hogy a továbbiakban Franciaországban készül, Philip Luca irányításával. A 2015-ös rövid pályás úszó-Európa-bajnokságon 1500 méteren 10. helyezést szerzett. A 2016-os úszó-Európa-bajnokságon 800 m gyorson hetedik, 1500 m gyorson és 400 m vegyesen negyedik volt.
A 2017-es budapesti világbajnokságon a nyílt vízi úszásban 25 km-en 6. helyen, csapatban (csapattársak: Juhász Janka, Rasovszky Kristóf, Novoszáth Melinda) 7. végzett, medencében 800 méteres gyorsúszásban 21. lett, 400 méter vegyesúszásban pedig 18.
A Tajvanban rendezett Universiadén 1500 méteres  gyorsúszásban bronzérmet szerzett, 400 m vegyesen negyedik volt. A decemberi rövid pályás Európa-bajnokságon 400 méteres vegyes úszásban bronzérmet szerzett.
A 2018-as rövid pályás úszó-világbajnokságon 400 méteres vegyes úszásban 5. lett.
A 2019-es úszó-világbajnokságon nyílt vízi úszásban 25 kilométeren indult és sokáig vezette a mezőnyt, amikor asztmás rohamot kapott, aminek következtében a 10. helyig csúszott vissza. Medencében 1500 méteres gyorsúszásban 20. lett. A tokiói olimpián 1500 méteres gyorsúszásban állt rajtkőre, azonban nem jutott döntőbe, 15:01,85-ös idővel összesítésben a 15. helyen végzett.
2022 októberében bejelentette a visszavonulását.

## Magyar bajnokság
|                 | 2006 | 2009 | 2010 | 2011 | 2012 | 2013 | 2014 | 2015 | 2016 | 2017 | 2018 | 2019 | 2020 | 2021 |
| --------------- | ---- | ---- | ---- | ---- | ---- | ---- | ---- | ---- | ---- | ---- | ---- | ---- | ---- | ---- |
| 400 m gyors     |      |      | 2.   | 3.   | 2.   |      | 2.   |      | 2.   | 5.   | 5.   |      |      |      |
| 800 m gyors     |      |      | 2.   | 2.   | 2.   |      | 1.   |      | 1.   | 1.   | 3.   | 3.   | 2.   | 3.   |
| 1500 m gyors    | 6.   |      | 2.   | 2.   | 2.   |      | 1.   |      | 1.   | 1.   | 2.   | 2.   | 1.   | 1.   |
| 200 m vegyes    |      |      |      | 2.   | 2.   |      |      |      |      |      |      |      |      |      |
| 400 m vegyes    | 6.   |      | 3.   | 1.   | 2.   |      | 1.   |      | 1.   | 1.   | 3.   | 3.   | 2.   | 4.   |
| 4 × 200 m gyors |      |      | 2.   | 2.   |      |      |      |      |      |      |      |      |      |      |

2007-ben és 2008-ban nem indult a versenyen, 2009-ben, 2013-ban és 2015-ben nem szerepelt a döntőkben.

## Rekordjai

### 800 m gyors rövid pálya
- 7:44,34 (2010. december 19., Dubaj)
- 7:41,93 (2014. december 7., Doha)
- 7:41,27 (2015. november 11., Százhalombatta) országos csúcs[25]
- 7:39,56 (2018. november 10., Százhalombatta) országos csúcs[26]